# François Cluzet
François Cluzet, född 21 september 1955 i Paris, är en fransk skådespelare.
Cluzet scendebuterade 1976. För en internationell publik är han kanske främst känd för rollen som Philippe i En oväntad vänskap (2011). 2007 vann han en César du cinéma i kategorin Bästa manliga skådespelare för sin roll i Berätta inte för någon (2006). Utöver det har han varit nominerad ytterligare nio gånger. 
Cluzet har fyra barn varav ett med framlidna skådespelaren Marie Trintignant och två med skådespelaren Valérie Bonneton.

## Filmografi i urval
- 1983 – Den dödliga sommaren
- 1984 – Den som sig i leken ger...
- 1986 – Kring midnatt
- 1988 – Svart ängel
- 1988 – Chocolat
- 1989 – För vacker för dig!
- 1989 – Franska revolutionen
- 1992 – Olivier, Olivier
- 1994 – Prêt-à-Porter
- 1995 – French Kiss
- 1995 – Ryttare på taket
- 1997 – Svindlande insatser
- 1998 – Mellan två höstar
- 2002 – Motståndaren
- 2006 – Berätta inte för någon
- 2008 – Paris
- 2008 – Rivalerna
- 2008 – Blodsband
- 2009 – Ett sista glas
- 2010 – Små vita lögner
- 2011 – En oväntad vänskap
- 2012 – Do not disturb
- 2014 – Rendez-vous
- 2016 – Läkaren på landet
- 2018 – Naken i Normandie